# Lozania pittieri
Lozania pittieri är en tvåhjärtbladig växtart som först beskrevs av Sidney Fay Blake, och fick sitt nu gällande namn av Lyman Bradford Smith. Lozania pittieri ingår i släktet Lozania och familjen Lacistemataceae. Inga underarter finns listade i Catalogue of Life.